# Dealu Crișului
Dealu Crișului falu Romániában, Erdélyben, Fehér megyében.

## Fekvése
Felsővidra közelében, Vidrișoara mellett fekvő település.

## Története
Dealu Crişului korábban Vidrișoara része volt. 1956 körül vált külön 111 lakossal. 1966-ban 78, 1977-ben 58, 1992-ben 9, 2002-ben pedig 7 román lakosa volt.